# 10448 Schawlow
10448 Schawlow è un asteroide della fascia principale. Scoperto nel 1977, presenta un'orbita caratterizzata da un semiasse maggiore pari a 2,8383647 au e da un'eccentricità di 0,0489469, inclinata di 3,24835° rispetto all'eclittica.
L'asteroide è dedicato al fisico statunitense Arthur Schawlow.